# Давыдов, Юрий Павлович
Ю́рий Па́влович Давы́дов (1 ноября 1931 года — 30 октября 2006 года) — советский и российский историк-американист, политолог, доктор исторических наук, профессор кафедры политологии Московского государственного лингвистического университета, главный научный сотрудник Института США и Канады РАН.

## Биография
Родился 1 ноября 1931 года[где?].
В 1961 году окончил факультет журналистики МГУ имени М. В. Ломоносова.
В 1968 году окончил аспирантуру АОН при ЦК КПСС защитил диссертацию на соискание учёной степени кандидата исторических наук.
В 1983 году защитил диссертацию на соискание учёной степени доктора исторических наук.
Член бюро Российской ассоциации европейских исследований (1993). Входит в состав Учёных советов Института Европы РАН и ИНИОН РАН.

### Научные труды
- 1978 — «Международная разрядка и идеологическая борьба» (в соавторстве)
- 1982 — «США и Восточная Европа»
- 1984 — «Внешняя политика США» (в соавторстве)
- 1986 — «США — Западная Европа и проблема разрядки» (в соавторстве)
- 1991 — «США и Западная Европа в меняющемся мире»
- 1999 — «Россия и США после холодной войны» (в соавторстве)
- 2000 — «США на рубеже веков» (в соавторстве)
- 2002 — «Норма против силы: Проблема мирорегулирования» (на основе анализа тенденций развития международных отношений, достижений современной политической мысли в монографии выявлены закономерности мирорегулирования, равно как и условия, в которых эти закономерности наиболее полно себя проявляют)[2]

## Награды
- 1945 — медаль «За доблестный труд в Великой Отечественной войне 1941—1945 гг.»[уточнить]
- 1988 — Орден Дружбы народов
- 1999 — почётное звание Заслуженный деятель науки РФ